# António Augusto de Seixas
António Augusto de Seixas Araújo, más conocido como el teniente Seixas (Montalegre, 1891-Lisboa, 1958), fue un militar portugués que cobró especial protagonismo al comienzo de la guerra civil española cuando, desobedeciendo a veces órdenes superiores y bajo su responsabilidad, albergó en un improvisado campo de refugiados en Barrancos (Baixo Alentejo) a más de cuatrocientos extremeños (exactamente, a 411) que huían de la represión franquista.

## Biografía
António Augusto de Seixas Araújo nació en Montalegre –distrito de Vila Real– el 29 de septiembre de 1891, hijo de Manuel Joaquim y Maria dos Dores Seixas.

### Antecedentes (1912-1936)
El 15 de mayo de 1912 (con 20 años), se incorporó al Tercer Batallón del Regimiento de Infantería N.º 19. En esta época, a las órdenes de su amigo el general Ribeiro de Carvalho, formó parte de las fuerzas que se opusieron al golpe de Estado de Sidónio Pais en 1917, resultando herido en Chaves.
Ingresó en la Guarda Fiscal, especializándose en litigios aduaneros, actuando en zonas como el río Miño o la región de Alentejo. Ascendió a alférez del Cuerpo Especial de la Guardia Fiscal el 26 de abril de 1924 y a teniente el 1 de abril de 1928, siendo trasladado a Gerês (por necesidades del servicio) en 1930 y a Safara (por causas disciplinarias) en 1932, donde se encontraba al inicio de la guerra civil española.
En 1935 fue nombrado caballero de la Orden de Avis.
En cuanto a su vida personal, contrajo matrimonio con Ana Augusta Sousa Valadares, de cuya relación nacieron dos hijos: Amável Manuel Joaquim Valadares de Araújo (Chaves, 1914) y Gentil Maria das Dores Valadares Seixas (Chaves, 1916). Tras el fallecimiento de Ana Augusta en 1924, se casó en segundas nupcias con Esmeralda Jorge de Sousa Alves, con quien tuvo tres hijos: Esmeralda Adelaida Jorge Alves de Seixas (Chaves, 1926), Maria Antónia Jorge Alves de Seixas (Gerês, 1932) y António Rafael Alves de Seixas (Safara, 1934).

### Los refugiados de Barrancos (1936)

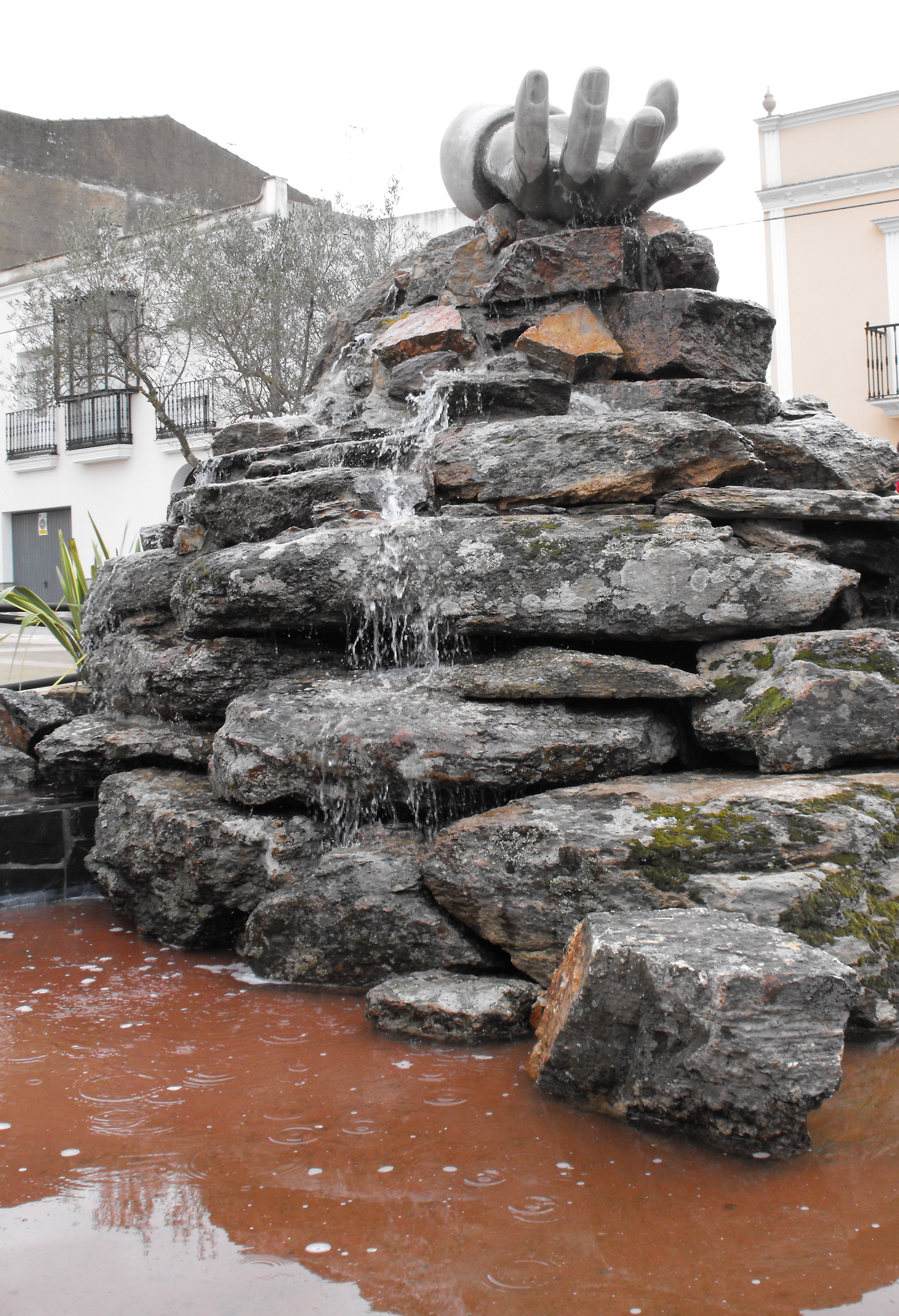
Vista general del monumento "al teniente Seixas y al pueblo de Barrancos" inaugurado en Oliva de la Frontera (Badajoz) el 23 de abril de 2010.

Con el avance por Extremadura del conocido como «Ejército de África», que trataba de comunicar las fuerzas Norte y Sur del bando sublevado, se originaron en la zona una serie de violentos episodios represivos perpetrados sobre todo contra la población civil en localidades como Almendralejo, Mérida o Zafra, entre los que sobresale la llamada «masacre de Badajoz» (14-15 ago. 1936), en la que (según versiones) se produjeron entre 1800 y 4000 víctimas.
Así las cosas, miles de personas, especialmente campesinos, emprendieron una penosa huida hacia la frontera hispano-portuguesa, coloquialmente conocida como «La Raya», buscando refugio en el país vecino. Pero la mayoría fueron devueltas a España por el Gobierno de Oliveira Salazar, afín al bando franquista, y fusiladas.
Entre el 21 y el 23 de septiembre, una columna compuesta por alrededor de 600 personas procedentes en su mayoría de poblaciones que aún no han sido tomadas por los rebeldes como Jerez de los Caballeros, Oliva de la Frontera o Villanueva del Fresno, que se encuentran en «La Raya», lograron atravesar el Ardila y llegar al municipio de Barrancos.
La frontera en esa zona se encontraba vigilada desde agosto por el Regimiento de Infantería N.º 17 de Beja, la Guardia Nacional Republicana (GNR), una brigada móvil de la PVDE (Policía de Vigilancia y de Defensa del Estado) y la Guardia Fiscal de Safara, cuyo comandante y consiguiente responsable del control de operaciones era el teniente Seixas.

Los tenientes Augusto de Seixas y Oliveira Soares, permitieron a los refugiados, con permiso de las autoridades, rebasar la frontera y establecerse en territorio portugués, haciendo frente a sus perseguidores. Las 616 personas fueron conducidas hasta Barrancos, y ubicadas en el campo de refugiados de Coitadinha. Pero la afluencia de refugiados continuó y Seixas, por su cuenta y riesgo, organizó clandestinamente un segundo campo, el de Russianas. Allí, con la ayuda de Seixas y la solidaridad de los habitantes de Barrancos, 411 refugiados sobrevivieron esperando un desenlace.
En octubre de 1936, tras negociaciones entre el gobierno republicano y el de Oliveira Salazar, el mandatario portugués permitió la repatriación a zona republicana de los refugiados en su país. Durante el embarque en el Nyassa en Lisboa, fue descubierto el campo de Seixas (quien consiguió trasladar a los refugiados del campo de Russianas con los del de Coitadinha para lograr su retorno a España) al contabilizarse 1 020 refugiados cuando el Gobierno de Salazar sólo tenía constancia de 616. El teniente alegó que se trataba de huidos del campo de Coitadinha, pero el gobierno portugués lo acusó de traición y fue encarcelado 60 días en la Fortaleza de Graça de Elvas y suspendido de su cargo.
En 1938 fue readmitido en la Guarda Fiscal, y destinado como comandante de sección a la ciudad de Sines.

### Últimos años
Tras su salida del cuerpo, Seixas se mantuvo como empresario en Sines, falleciendo en 1958.

## Reconocimientos
La historia de Augusto Seixas fue desvelada por el historiador pacense Francisco Espinosa Maestre en su obra La columna de la muerte, dando a conocer por primera vez en una obra literaria los hechos acaecidos.
En abril de 2010, el presidente de la Junta de Extremadura, Guillermo Fernández Vara, inauguró en la localidad de Oliva de la Frontera un monumento en honor al teniente Seixas en agradecimiento por la ayuda prestada a los refugiados extremeños en 1936.